# Ambluncus nervosellus
Ambluncus nervosellus är en fjärilsart som beskrevs av Hans Georg Amsel 1954. Ambluncus nervosellus ingår i släktet Ambluncus och familjen mott. Inga underarter finns listade i Catalogue of Life.